# Lyne Bessette

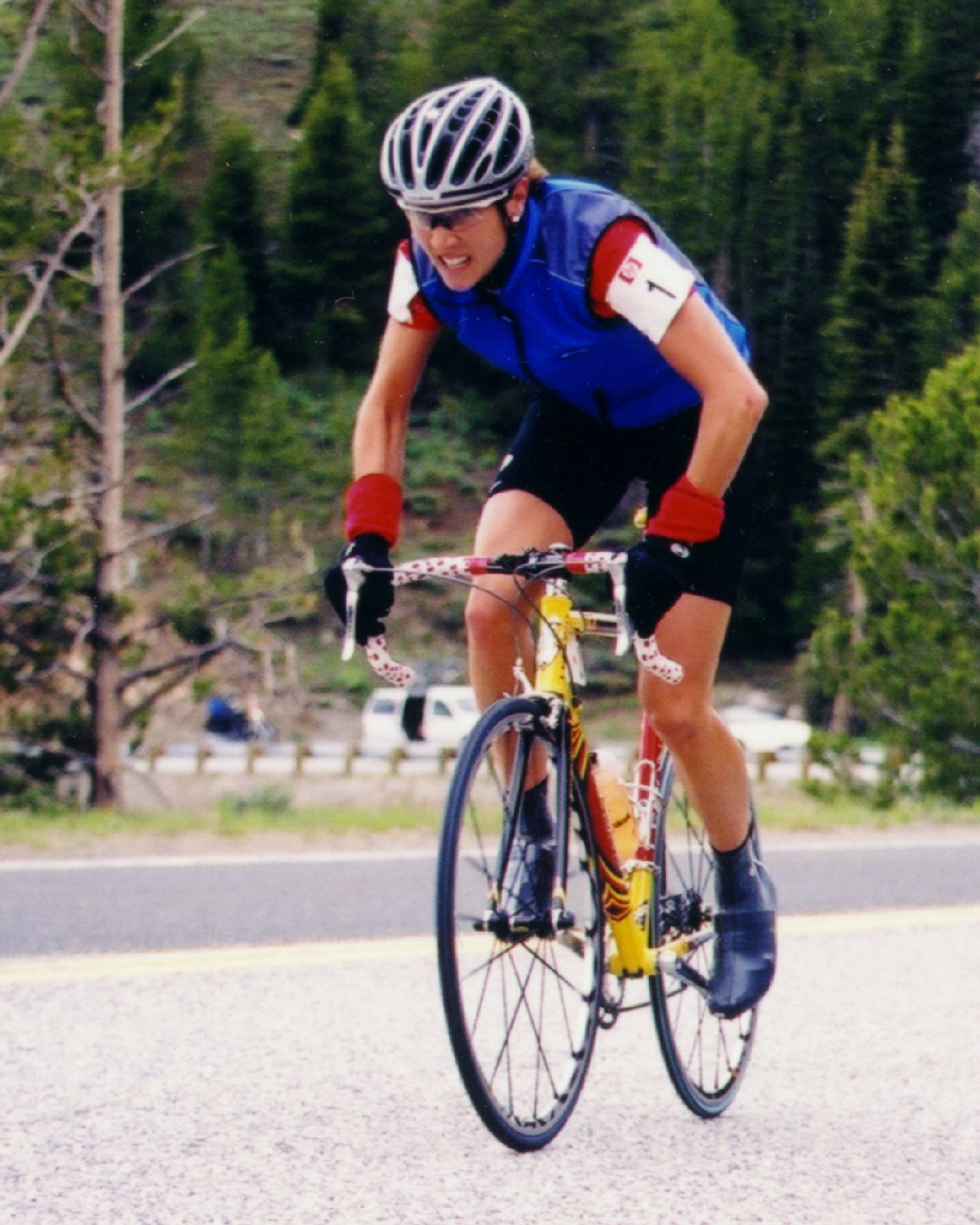
Lyne Bessette (2002)

Lyne Bessette (* 10. März 1975 in Lac Brome, Québec) ist eine kanadische Politikerin (Liberale Partei) und ehemalige Radrennfahrerin.
Lyne Bessette war eine der erfolgreichsten Radsportlerinnen Kanadas seit Ende der 1990er Jahre. Ihren ersten großen internationalen Erfolg hatte sie 1998 bei den Commonwealth Games in Kuala Lumpur, als sie die Goldmedaille im Straßenrennen errang. 1999 und 2001 gewann sie die Tour de l’Aude Cycliste Féminin. 2001 wurde sie zweifache kanadische Meister im Einzelzeitfahren und im Straßenrennen. Bei vielen weiteren internationalen und nationalen Wettbewerben stand sie auf dem Podium, 2004 wurde sie nochmals kanadische Straßenmeisterin. U.a. gewann sie zwischen 1999 und 2002 viermal in Folge das Fitchburg Longsjo Classic, 2003 das Cascade Cycling Classic, das Liberty Classic und 2003 sowie 2004 die Tour of Toona. Zweimal – 2000 und 2004 – startete sie bei Olympischen Spielen.
Ab 2003 verlegte Bessette ihren Schwerpunkt mehr und mehr auf Querfeldeinrennen. So wurde sie in jenem Jahr kanadischer Meister im Einzelzeitfahren sowie im Cyclocross; im Cyclocross wiederholte sie diesen Sieg 2006 und 2007. 2010 wurde sie als Pilotin gemeinsam mit der sehbehinderten Robbi Weldon Weltmeisterin im Straßenrennen sowie Vize-Weltmeisterin im Zeitfahren. 2011 holten die beiden Sportlerinnen gemeinsam den WM-Titel im Zeitfahren. Bei den Sommer-Paralympics 2012 in London errang das Duo Welden/Bessette eine Goldmedaille.
Bei der Wahl 2019 trat Bessette in dem im Südosten von Québec gelegenen Wahlbezirk Brome—Missisquoi für die Liberale Partei an. Sie erhielt 38,2 Prozent der Stimmen und wurde damit in das kanadische Unterhaus gewählt.
Lyne Bessette ist verheiratet mit dem US-amerikanischen Radsportler Tim Johnson.